# Музей Австралійського залізничного історичного товариства
Музей Австралійського залізничного історичного товариства (англ. Australian Railway Historical Society Museum) розташований на Чемпіон-роуд у передмісті Мельбурна Вільямстаун-Норт, неподалік від залізничного вокзалу Норт-Вільямстаун. Музей перебуває у віданні відділення Історичного товариства австралійської залізниці в штаті Вікторія.

## Історія
Музей був відкритий 10 листопада 1962 року, після того, як Історичне товариство австралійської залізниці виділило в Ньюпорті на території залізничних майстерень ділянку для розміщення колекції паровозів, які були згодом замінені тепловозами й електровозами.
Після перевірки в лютому 2010 року системи безпеки музею компанією VicTrack, яка володіла земельною ділянкою, на якій знаходиться експозиція, музей був закритий. Знову музей відкрився для відвідувачів лише в березні 2014 року, і до теперішнього часу працює по суботах з 12 години дня до 5 вечора.

## Експозиція
У музеї представлена найбільша в світі колекція тепловозів компанії Victorian Railways, а також велика кількість інших зразків рухомого складу залізниць та інших пристроїв. Колекція включає:
- сімнадцять паровозів;
- вісім тепловозів;
- два електровоза та чотири вагона електропоїздів;
- п'ять пасажирських вагонів далекого прямування;
- десять вантажних вагонів;
- п'ять залізничних кранів;
- залізничні трактори та поштові візки;
- сигнальна коробка;
- фрагмент залізничної рейки ширини O gauge.

## Галерея

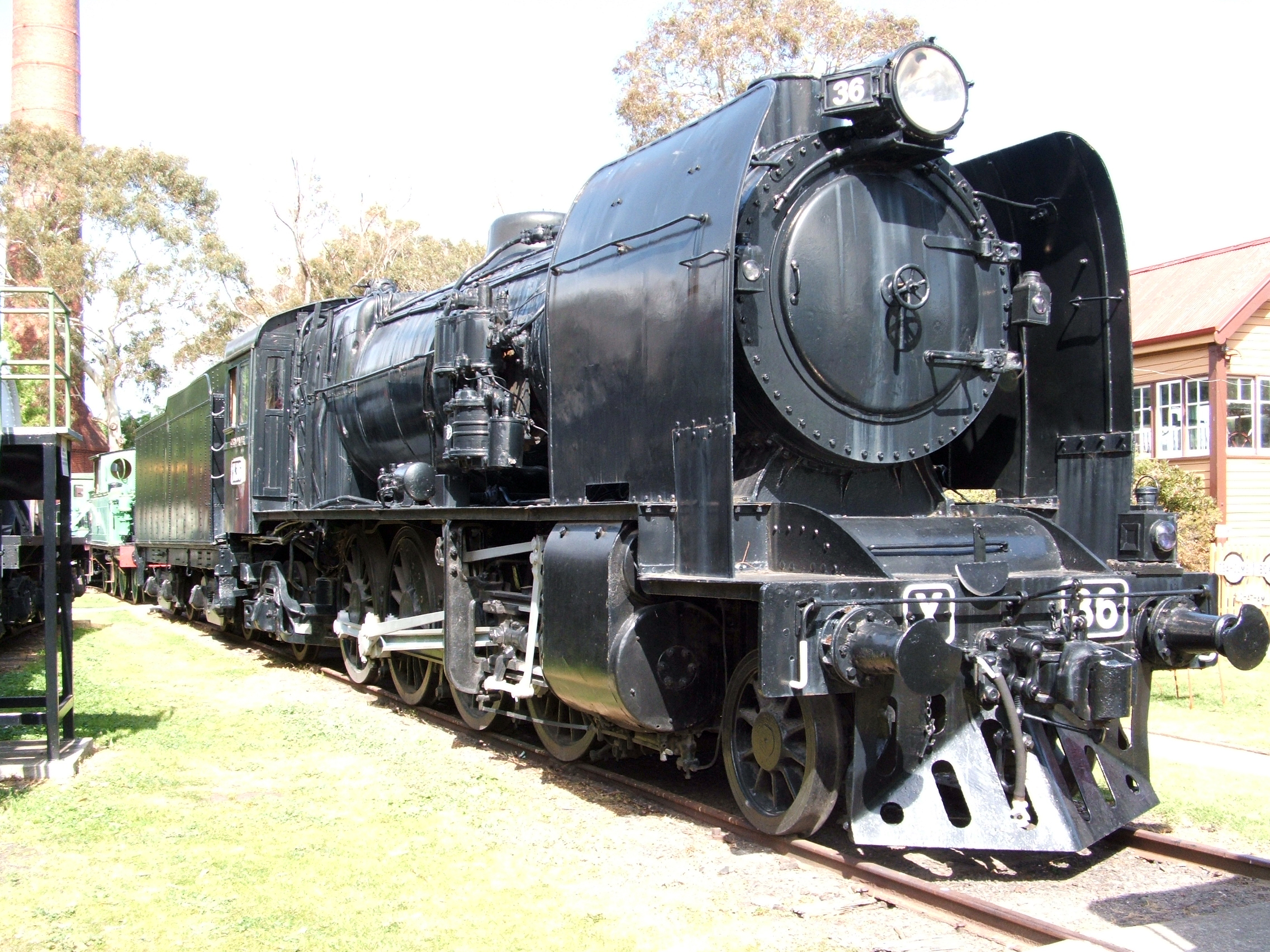
X36
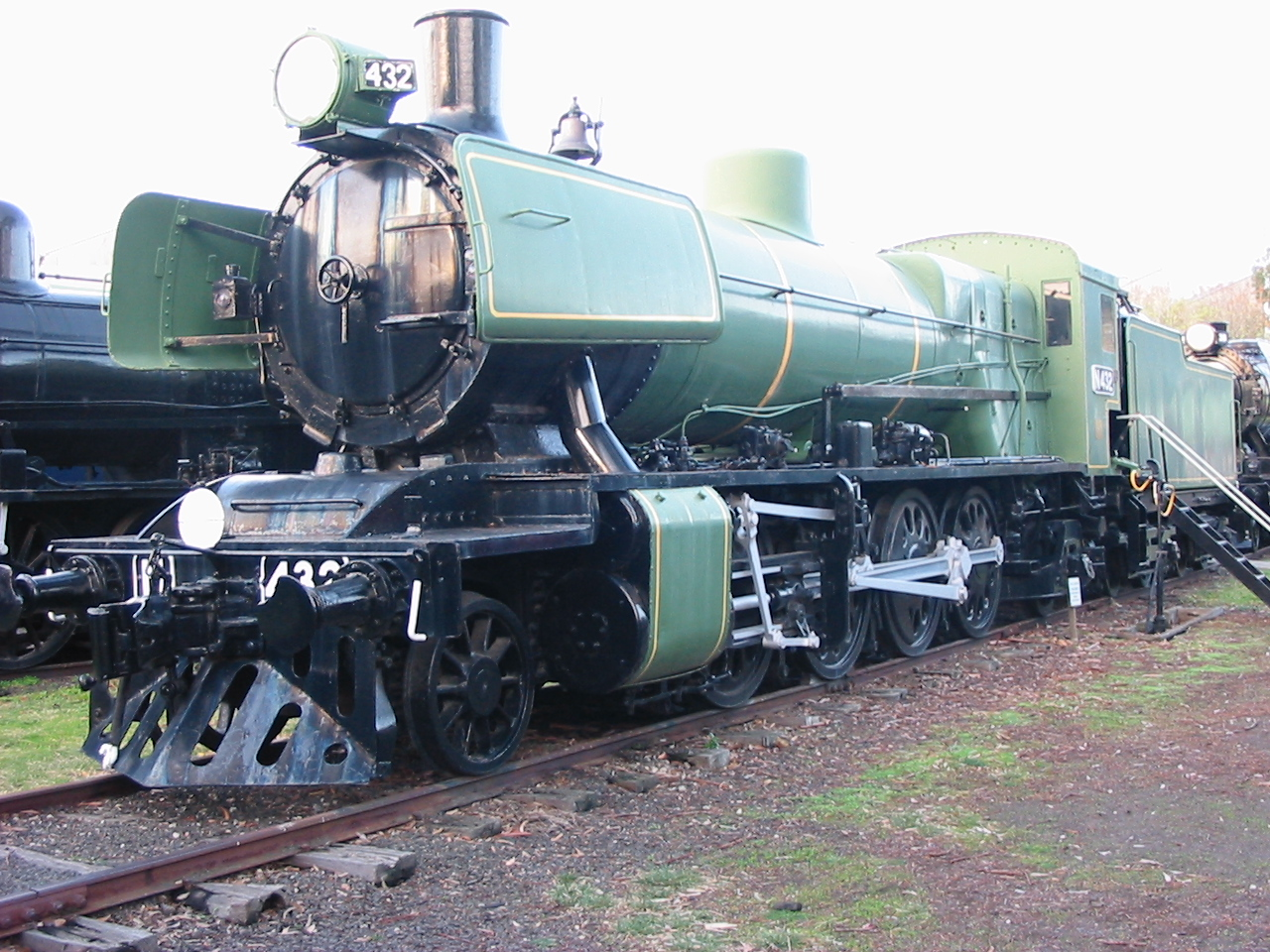
N432
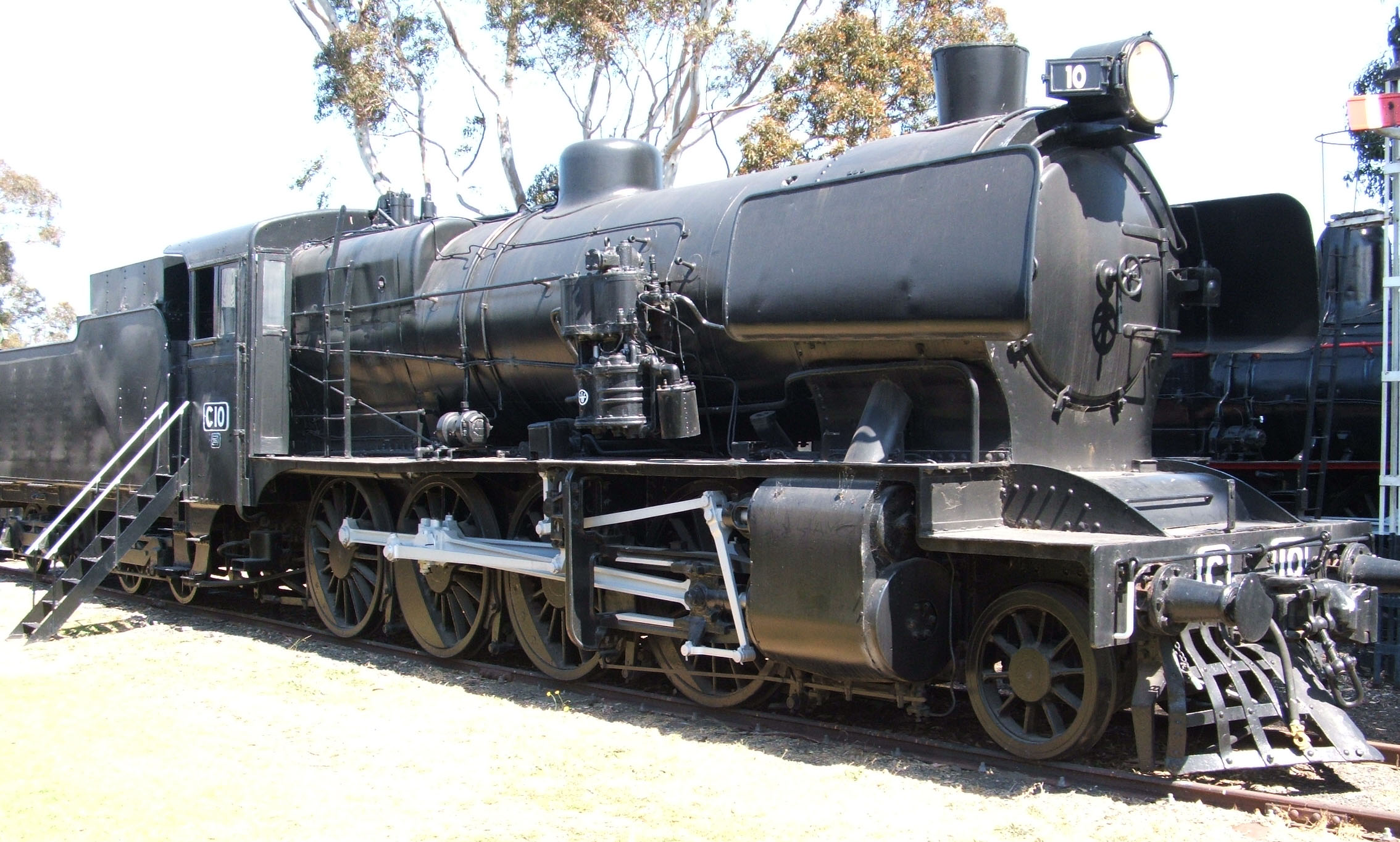
C10
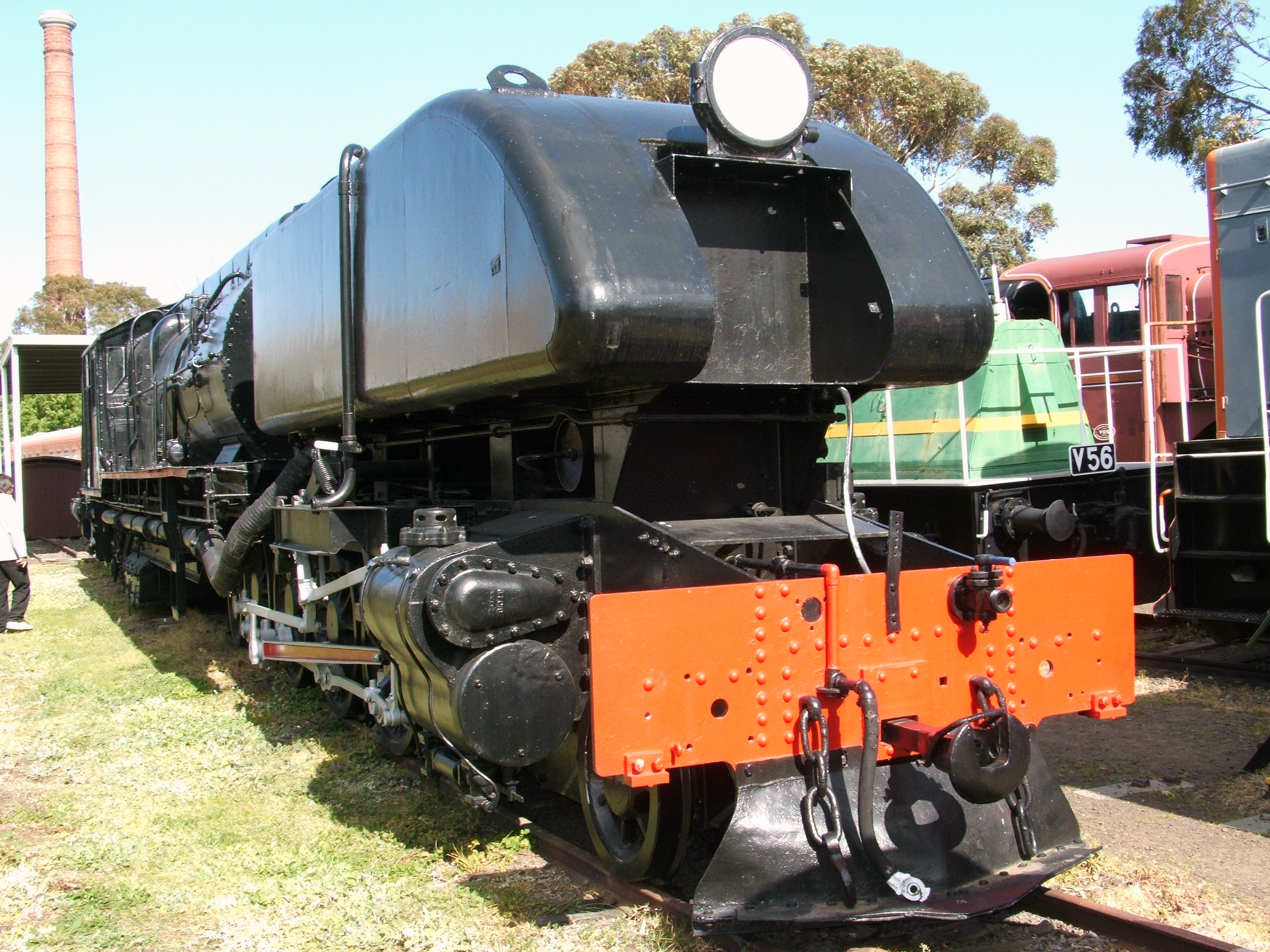
G33
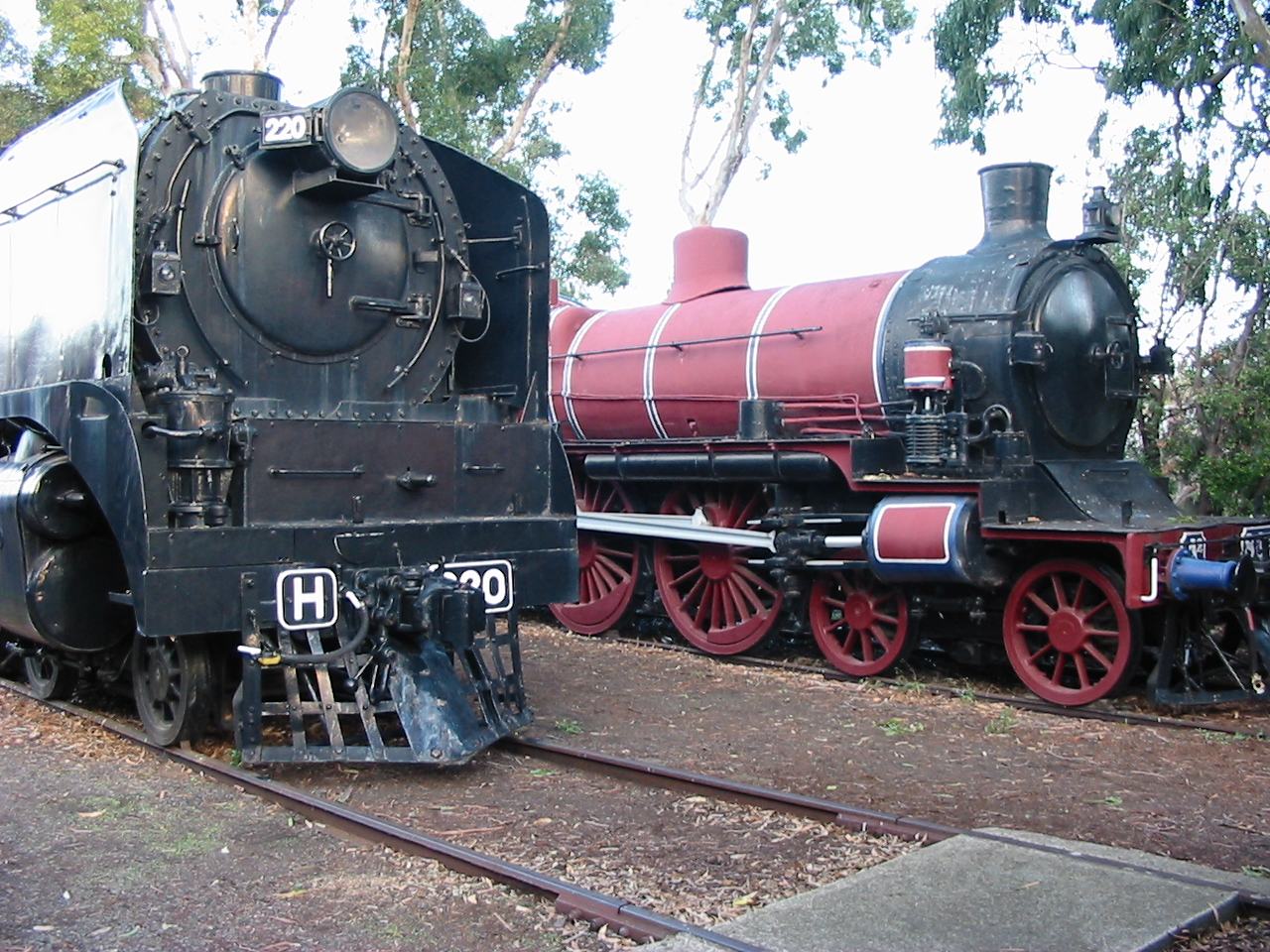
A2-884 с H220
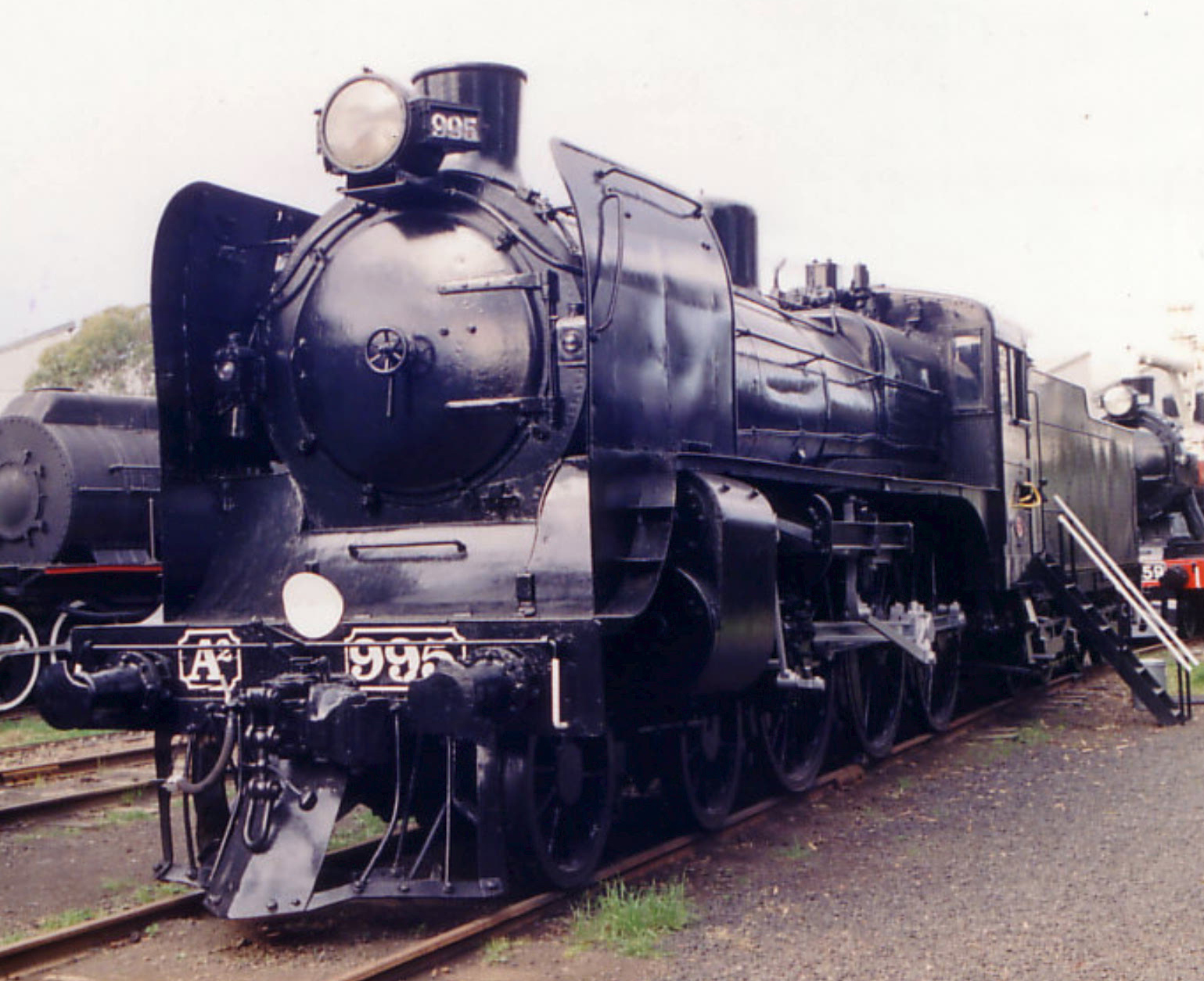
A2-995
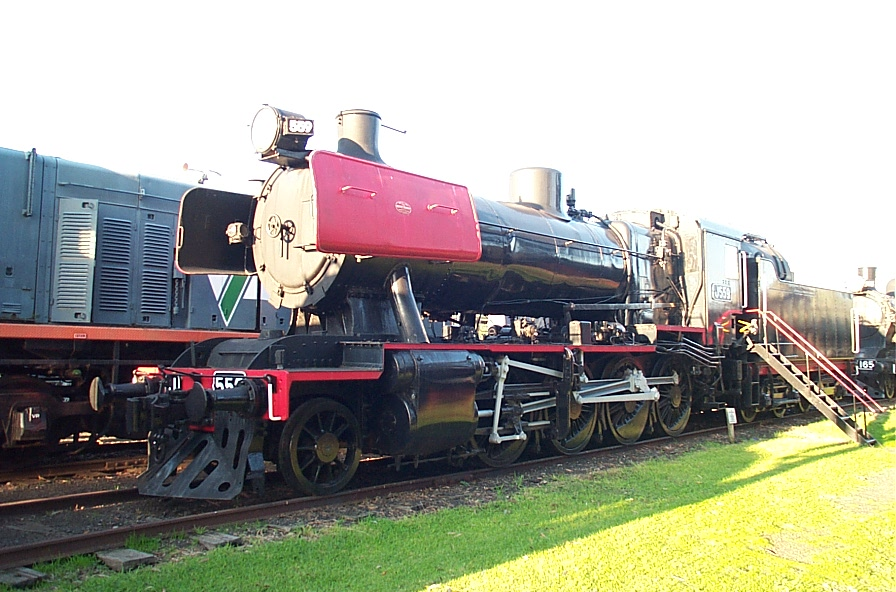
J556
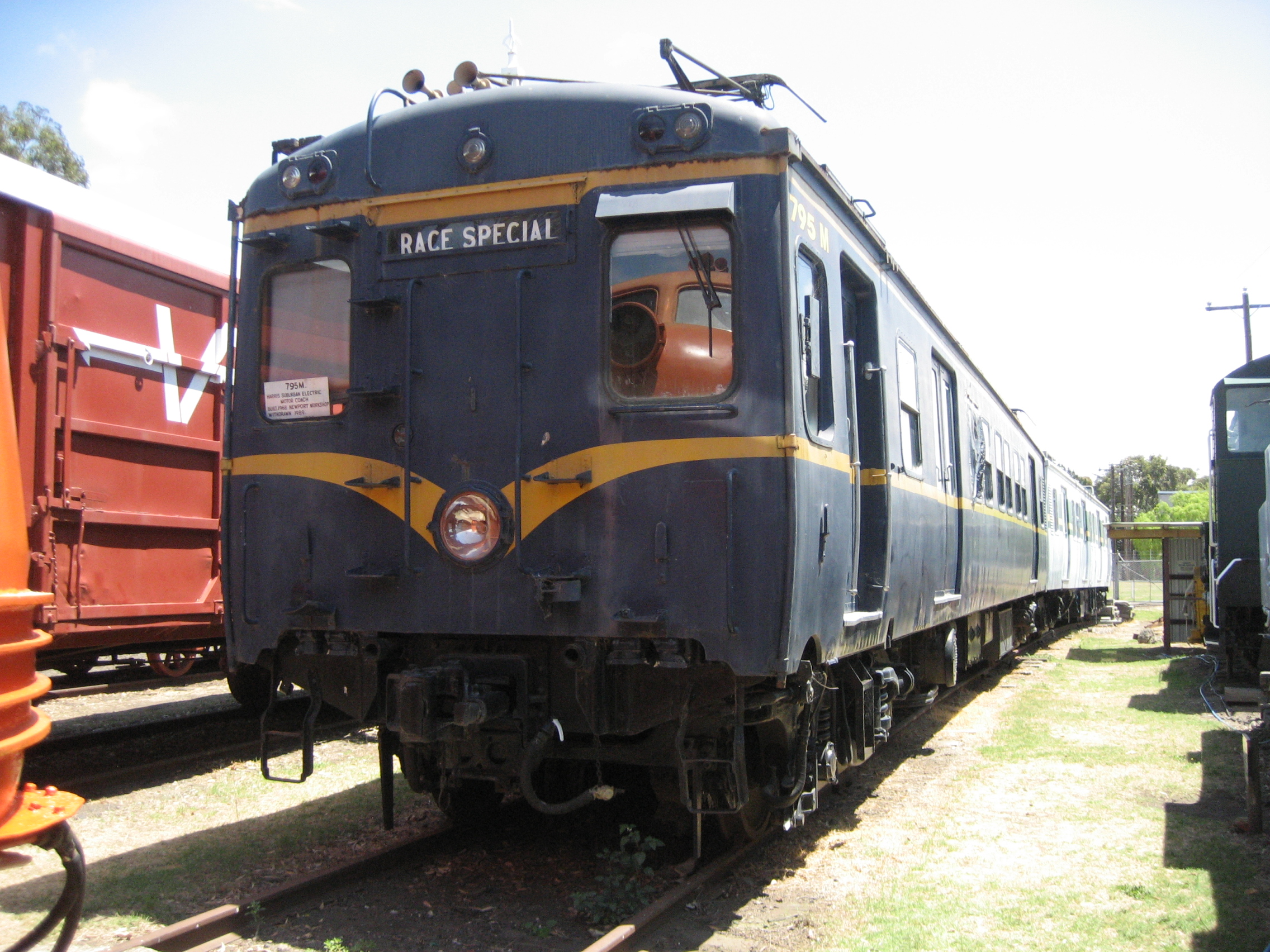
Harris795M
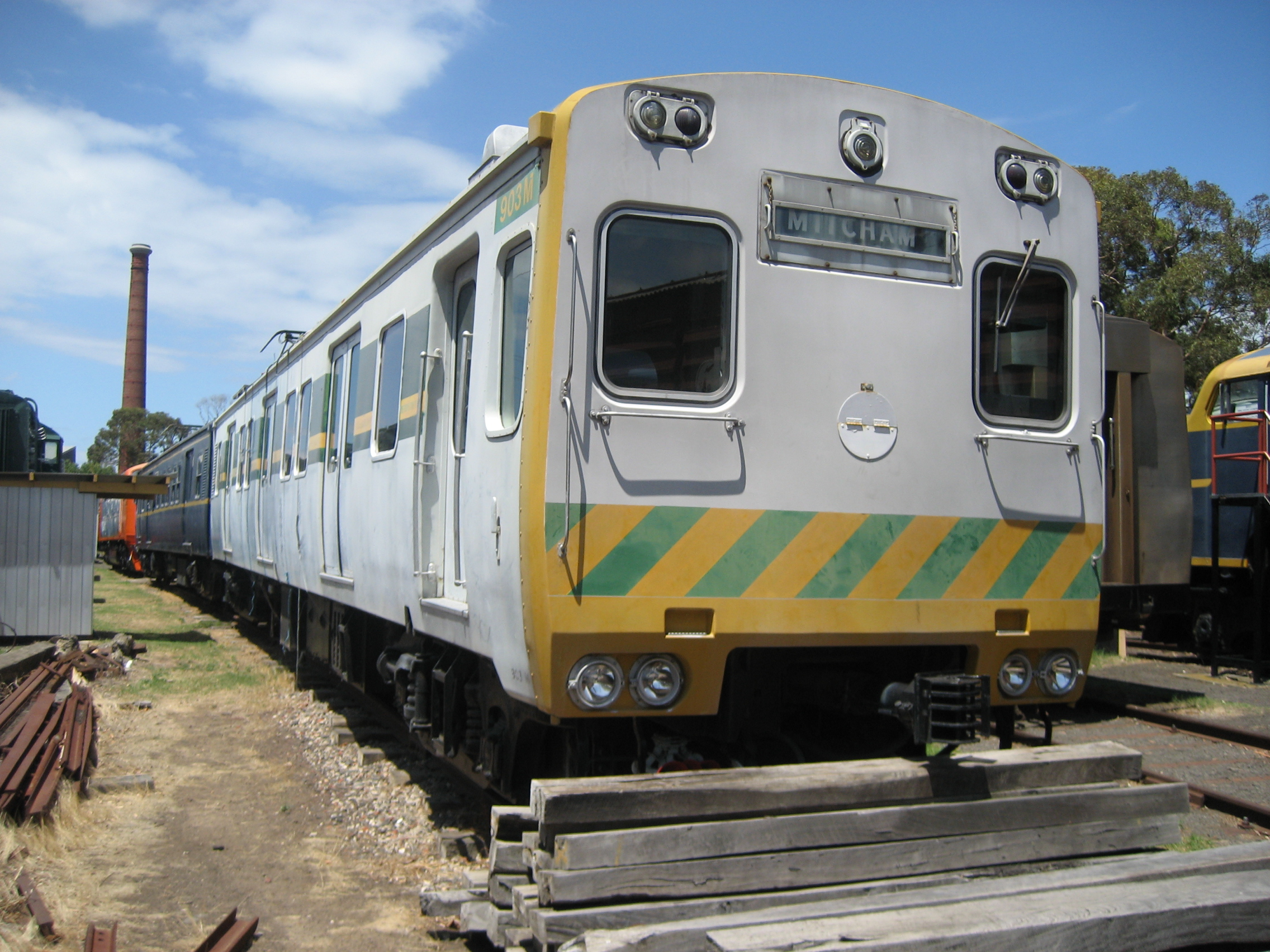
Harris903M